# Députés de la 15e législature du Luxembourg
Cet article donne la liste des 48 députés de la 15e législature du Luxembourg (1919-1925).

## Méthodologie

Circonscriptions électorales du Luxembourg.

La répartition politique des députés siégeant à la Chambre reflète les résultats électoraux, mais leur représentation géographique est prédéterminée : parmi les 48 députés, 16 viennent de la circonscription Sud, 13 du Centre, 12 du Nord et 7 de l’Est.
La liste recense les députés siégeant à la Chambre des députés, soit élus à l'issue des élections législatives du 26 octobre 1919, soit à l'issue des élections législatives du 28 mai 1922, soit remplaçant les élus ayant été nommés au gouvernement ou décédés. Pour chaque député, la liste précise sa circonscription d'élection ainsi que le parti auquel il appartient.
Lors de la nomination au gouvernement ou du décès d'un député, son suppléant devient député. En outre, les directeurs généraux élus quittant le gouvernement peuvent retrouver leur siège.

## Groupes parlementaires
|  | Parti de la droite (lb) Rietspartei                             | 27 (1919-1922) 26 (1922-1925) | - | Gouvernement                                    |  |  |
|  |                                                                 |                               |   |                                                 |  |  |
|  | Ligue libérale (lb) Liberal Liga                                | 7 (1919-1922) 9 (1922-1925)   | - | Gouvernement (1919-1921) Opposition (1921-1925) |  |  |
|  | Parti ouvrier luxembourgeois (lb) Lëtzebuerger Aarbechterpartei | 8 (1919-1922) 6 (1922-1925)   | - | Opposition                                      |  |  |
|  | Parti national indépendant (lb) Onofhängeg Nationalpartei       | 3 (1919-1922) 4 (1922-1925)   | - | Opposition                                      |  |  |
|  | Parti populaire indépendant (lb) Onofhängeg Vollekspartei       | 2                             | - | Opposition                                      |  |  |
|  | Cartel (lb) Kartell                                             | 1                             | - | Opposition                                      |  |  |

## Composition de la Chambre des députés

### Liste des députés
| Photos | Député               | Circonscription | Parti | Parti |
| ------ | -------------------- | --------------- | ----- | ----- |
|        | Eugène Dondelinger   | Sud             |       | RP    |
|        | Pierre Dupong        | Sud             |       | RP    |
|        | Edouard Kirsch       | Sud             |       | RP    |
|        | Nicolas Wirtgen      | Sud             |       | RP    |
|        | Pierre Krier         | Sud             |       | AP    |
|        | Aloyse Kayser        | Sud             |       | LL    |
|        | René Blum            | Sud             |       | AP    |
|        | Adolphe Krieps       | Sud             |       | AP    |
|        | Alphonse Bervard     | Sud             |       | RP    |
|        | Albert Wagner        | Sud             |       | RP    |
|        | Albert Clemang       | Sud             |       | LL    |
|        | Auguste Thorn        | Est             |       | RP    |
|        | Albert Dühr          | Est             |       | RP    |
|        | Mathias Huss         | Est             |       | RP    |
|        | Adolphe Klein        | Est             |       | RP    |
|        | Lamoral de Villers   | Est             |       | RP    |
|        | François Altwies     | Centre          |       | RP    |
|        | Albert Philippe      | Centre          |       | RP    |
|        | Jean-Pierre Kohner   | Centre          |       | RP    |
|        | Nicolas Ludovicy     | Centre          |       | LL    |
|        | Gaston Diderich      | Centre          |       | LL    |
|        | Norbert Le Gallais   | Centre          |       | LL    |
|        | Eugène Hoffmann      | Nord            |       | RP    |
|        | Nicolas Meyers       | Nord            |       | RP    |
|        | Auguste Delaporte    | Nord            |       | RP    |
|        | Antoine Hansen       | Nord            |       | RP    |
|        | Théodore Boever      | Nord            |       | ONP   |
|        | François Erpelding   | Nord            |       | AP    |
|        | Jean-Pierre Ecker    | Centre          |       | RP    |
|        | Egide Petges         | Nord            |       | RP    |
|        | Jean-Baptiste Didier | Est             |       | RP    |
|        | Marcel Cahen         | Centre          |       | LL    |
|        | Jacques Gallé        | Centre          |       | LL    |
|        | Jean-Pierre Ecker    | Centre          |       | RP    |
|        | Émile Mark           | Centre          |       | AP    |
|        | Alphonse Greisch     | Nord            |       | ONP   |
|        | Nicolas Mathieu      | Nord            |       | ONP   |

### Mandats clos en cours de législature
Les élus suivants ont mis fin prématurément à leur mandat.
| Photos | Député                    | Circonscription | Parti | Parti | Raison                          | Date              | Remplaçant           |
| ------ | ------------------------- | --------------- | ----- | ----- | ------------------------------- | ----------------- | -------------------- |
|        | Raymond de Waha           | Centre          |       | RP    | Nomination dans le gouvernement | 5 janvier 1920    | Jean-Pierre Ecker    |
|        | Michel Schettlé           | Centre          |       | AP    | Démission                       | mars 1920         | Michel Welter        |
|        | Pierre Schiltz            | Nord            |       | RP    | Mort en fonction                | 3 janvier 1921    | Egide Petges         |
|        | Joseph Bech               | Est             |       | RP    | Nomination dans le gouvernement | 15 avril 1921     | Jean-Baptiste Didier |
|        | Michel Welter             | Centre          |       | AP    | Non réélu                       | 1921              | Aucun                |
|        | Marguerite Thomas-Clement | Centre          |       | AP    | Non réélue                      | 1921              | Aucun                |
|        | Venant Hildgen            | Centre          |       | AP    | Non réélu                       | 1921              | Aucun                |
|        | Jean Gérard               | Nord            |       | RP    | Non réélu                       | 1921              | Aucun                |
|        | Mathias Jungers           | Nord            |       | RP    | Non réélu                       | 1921              | Aucun                |
|        | Bernard Krack             | Nord            |       | ONP   | Non réélu                       | 1921              | Aucun                |
|        | Eugène Steichen           | Sud             |       | RP    | Démission                       | 1923              | …                    |
|        | Joseph Thorn              | Sud             |       | AP    | Démission                       | 1923              | …                    |
|        | Pierre Kappweiler         | Sud             |       | OVP   | Démission                       | 1923              | …                    |
|        | Bernard Herschbach        | Sud             |       | OVP   | Démission                       | 1923              | …                    |
|        | Georges Ulveling          | Sud             |       | LL    | Mort en fonction                | 23 septembre 1923 | …                    |
|        | Othon Decker              | Est             |       | K     | Démission                       | 1923              | Auguste Keiffer      |
|        | Nicolas Jacoby            | Centre          |       | RP    | Démission                       | 1923              | …                    |
|        | Alphonse Eichhorn         | Centre          |       | RP    | Démission                       | 1923              | …                    |
|        | Robert Brasseur           | Centre          |       | LL    | Démission                       | 1923              | …                    |
|        | Nicolas Klein             | Nord            |       | RP    | Démission                       | 1923              | …                    |
|        | Pierre Prüm               | Nord            |       | ONP   | Démission                       | 1923              | Henri Gengler        |
|        | Georges Thinnes           | Nord            |       | RP    | Démission                       | 1923              | …                    |